# Fumichon
Fumichon ist eine französische Gemeinde mit 268 Einwohnern (Stand 1. Januar 2022) im  Département Calvados in der Region Normandie. Sie gehört zum Arrondissement Lisieux und zum Kanton Pont-l’Évêque. 
Nachbargemeinden sind Moyaux im Nordwesten, Asnières im Nordosten, Piencourt im Südosten, Marolles im Südwesten und Ouilly-du-Houley im Westen.

## Bevölkerungsentwicklung
| Jahr      | 1962 | 1968 | 1975 | 1982 | 1990 | 1999 | 2008 | 2015 |
| --------- | ---- | ---- | ---- | ---- | ---- | ---- | ---- | ---- |
| Einwohner | 167  | 146  | 131  | 178  | 185  | 244  | 276  | 284  |

## Sehenswürdigkeiten

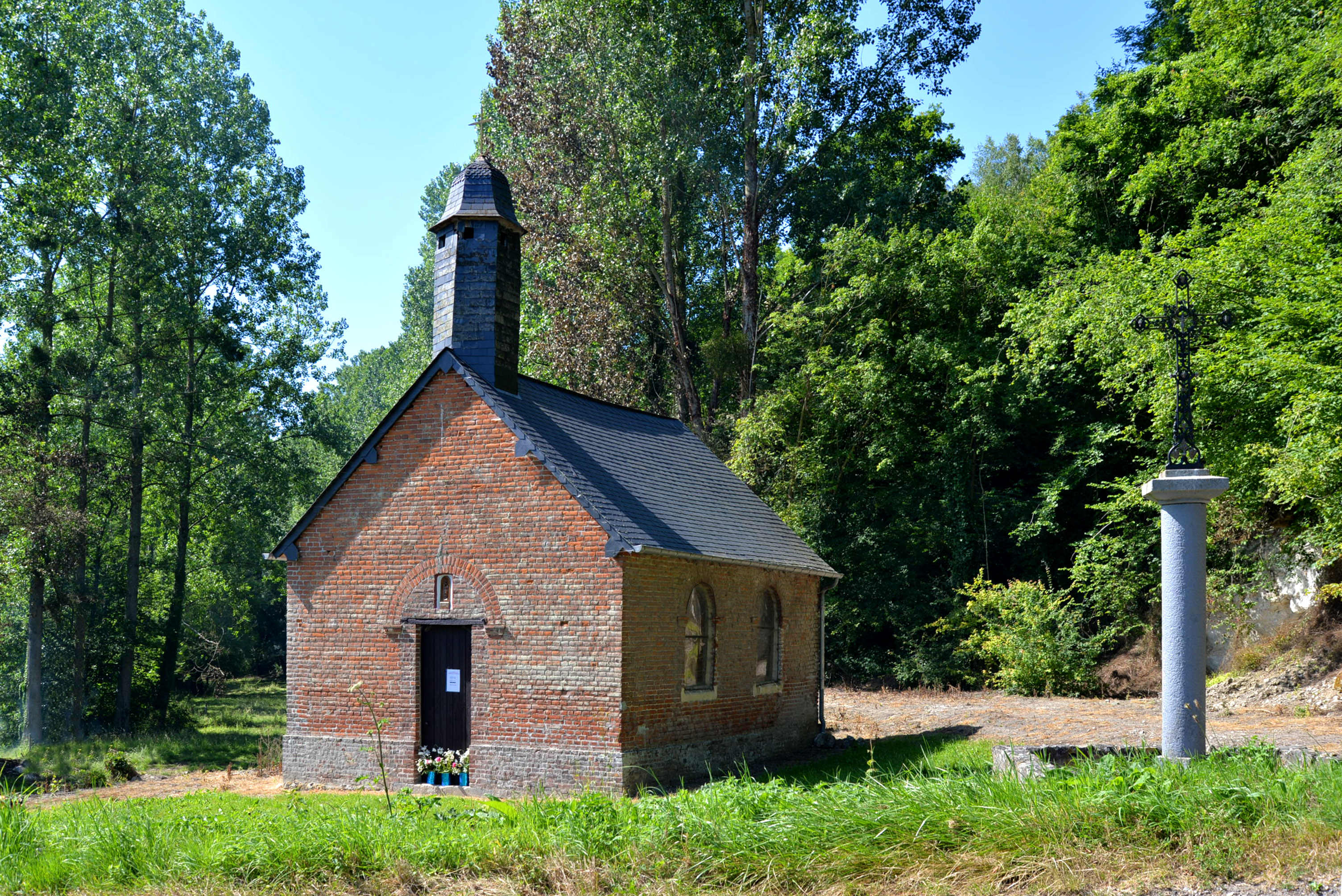
Kapelle Saint-Hyppolyte
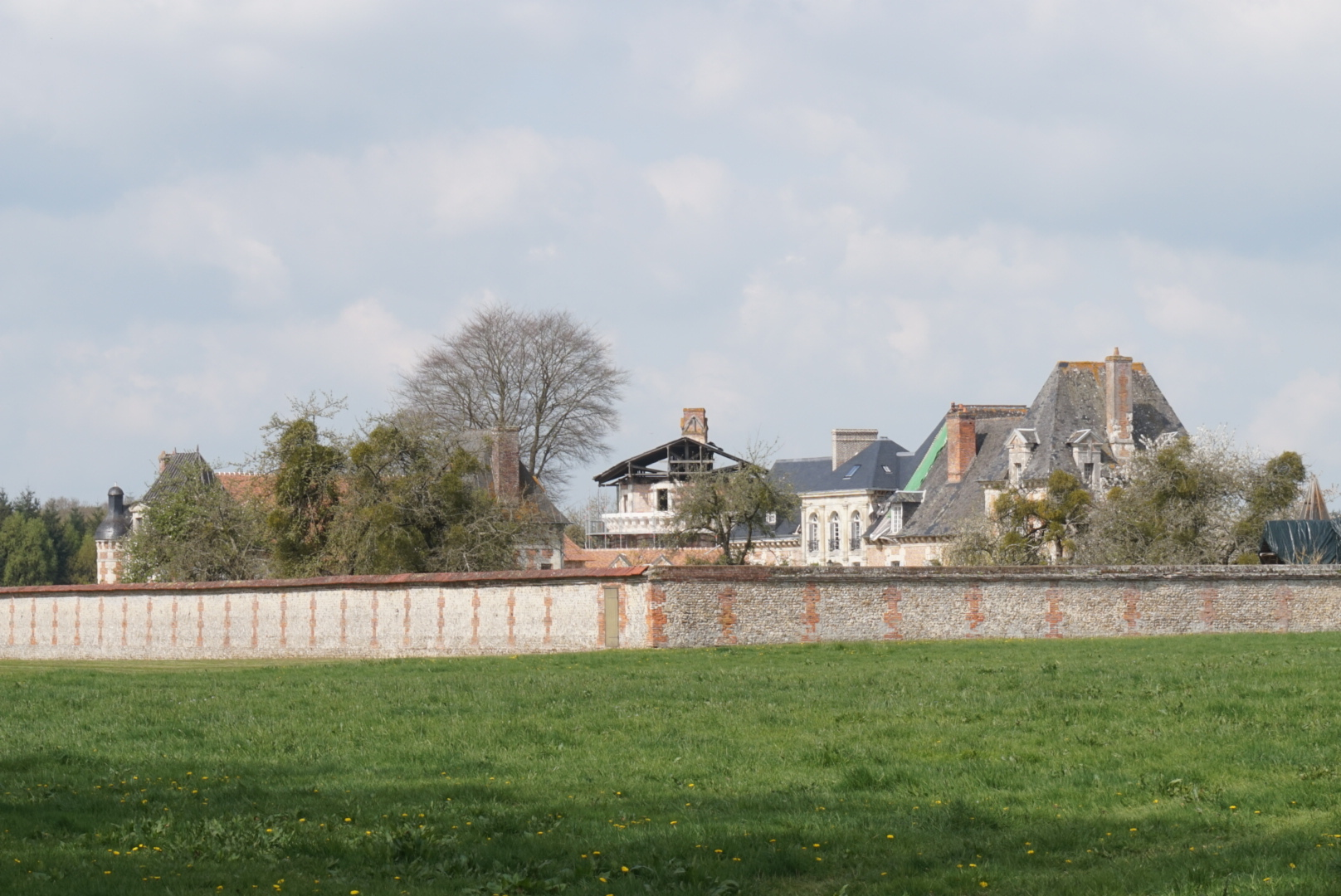
Schloss

- Kapelle Saint-Hyppolyte
- Schloss von Fumichon